# ویلی هوفمان
ویلی هوفمان (انگلیسی: Willi Hofmann؛ زادهٔ ۲۷ دسامبر ۱۹۴۰) از برندگان مدال‌های بازی‌های المپیک اهل سوئیس است.